# Belbina lambertoni
Belbina lambertoni är en insektsart som beskrevs av Victor Lallemand 1922. Belbina lambertoni ingår i släktet Belbina och familjen lyktstritar.
Artens utbredningsområde är Madagaskar. Inga underarter finns listade i Catalogue of Life.